# Tractografie
Tractografie is het in beeld brengen van neurale verbindingen in de hersenen, door middel van Diffusion Tensor Imaging (DTI). DTI is een MRI (magnetische resonantie) techniek die gevoelig is voor diffusie van watermoleculen in het lichaam, en waarbij diffusiepatronen in een driedimensionaal beeld worden weergegeven. Hiermee kunnen zowel de lange bundels van zenuwvezels als meer gecompliceerde korte verbindingen tussen verschillende corticale en subcorticale gebieden in een driedimensionaal beeld worden weergegeven.

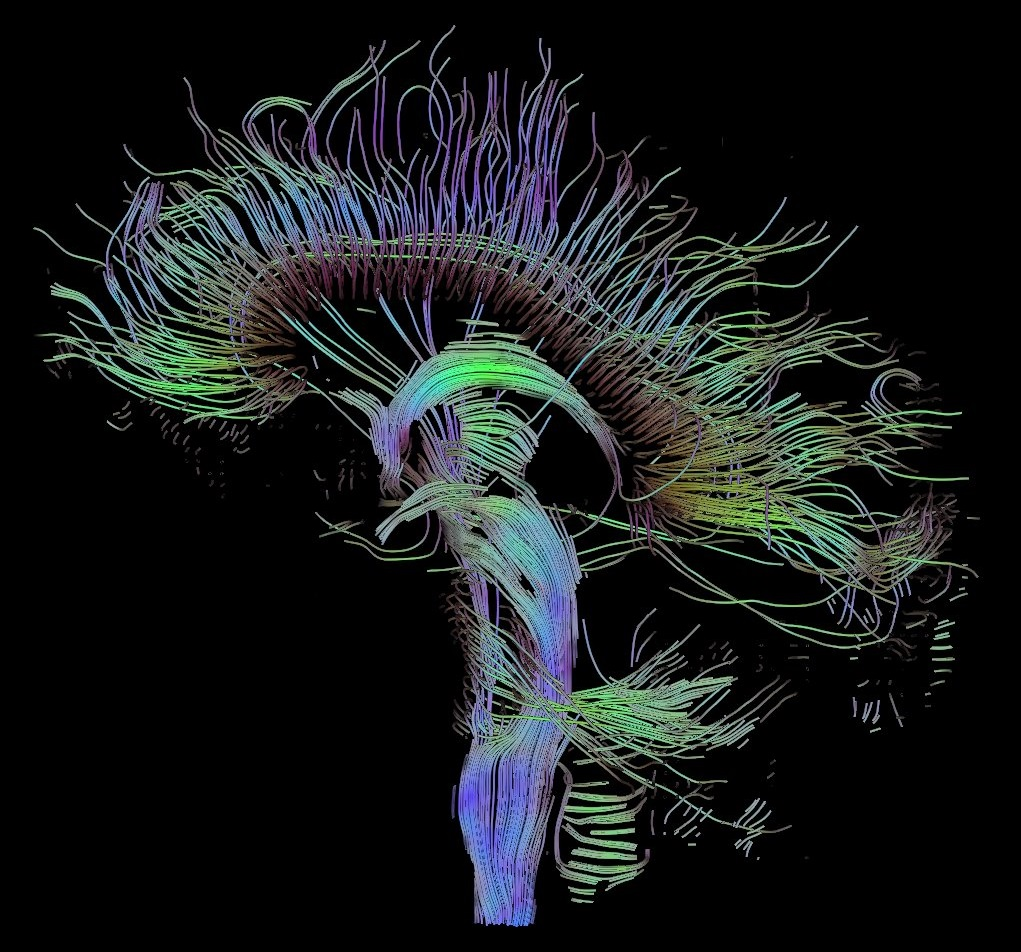
Tractografische reconstructie van neurale verbindingen in de hersenen met DTI.

## Isotrope en anisotrope diffusie
Er bestaan twee soorten van diffusie. Vrije, of isotrope diffusie vindt gelijkmatig in alle richtingen plaats. Als echter de watermoleculen obstakels tegenkomen, is de diffusie niet in alle richtingen gelijk. Dit heet anisotrope diffusie. In dit geval zal de relatieve bewegelijkheid van watermoleculen vanuit een oorsprong niet de vorm van een bol aannemen. De afwijkende richtingen worden dan gemodelleerd als een ellipsoïde, en de techniek die hierbij wordt gebruikt heet Diffusion Tensor Imaging.

## Diffusie en witte stof
Van anisotropie is vooral sprake bij de witte stof van axonen in de hersenen, of bij spierweefsels van het hart. In de hersenen kunnen obstakels op vele manieren ontstaan, bijvoorbeeld door celmembranen, axonen, grijze stof en witte stof (myeline). In de witte stof van de hersenen wordt het voornaamste obstakel gevormd door het omhulsel van de lange zenuwvezels (ook wel axonen genoemd): de myelineschede. Bundels van dergelijke axonen vormen een krachtige barrière voor loodrechte hierop staande diffusiepatronen, maar vormen tevens een diffusiepad dat parallel loopt met de richting van de zenuwvezels.
De watermoleculen verspreiden zich in dit geval sneller in de richtingen die parallel lopen met de vezelstructuur, dan in richtingen die hier loodrecht op staan. Dit heeft mede tot gevolg dat de gemeten diffusiesnelheid afhankelijk is van de richting waarheen een waarnemer kijkt. In DTI heeft elke voxel van het MRI-beeld dus een of meer paren van parameters, namelijk de snelheid en richting van diffusie- in een driedimensionaal beeld beschreven, die voor de betreffende parameter gelden. Anisotrope diffusie is verminderd als axonen of hun myelinelaag zijn beschadigd, zoals bij hersenletsel, tumoren en ontstekingen het geval is. Dit maakt de techniek ook geschikt voor het opsporen van pathologische aandoeningen in de hersenstructuren.

## Beeldvorming
Anisotropie kan op verschillende manieren worden gemeten. Een manier is door het berekenen van de z.g. fractionele anisotropie (FA) index. Hierbij correspondeert de waarde 0 met een perfecte bolvormige diffusie, en een waarde 1 met een ideale lineaire diffusie. Een goed gemarkeerde zenuwbaan of tractus heeft een FA van minimaal 0,20. In enkele gevallen wordt ook weleens een waarde bereikt van 0,90. Deze getallen geven louter de mate van sfericiteit (of lineariteit) weer van een diffusiepatroon, en zeggen op zich niets over de richting zelf. Speciale computerprogramma’s zijn ontwikkeld om richtingsinformatie in een driedimensionaal beeld vast te leggen. Deze z.g. anisotropische kaarten kennen drie kleuren waarbij bijvoorbeeld de x-as (links-rechtsdimensie) in rood, de y-as (achter-voordimensie) in groen en de z-as (verticale dimensie) in blauw is weergegeven. Fractionele anisotropie wordt beschouwd als een index van anatomische eigenschappen van de witte stof, zoals myelinisatie, doorsnede en dichtheid van zenuwvezels.